# Sign "O" the Times
Sign o' the Times (estilizado como Sign “☮” the Times) é o nono álbum de estúdio do músico Prince, lançado no dia 31 de Março de 1987, pelas gravadoras Warner Bros. Records e Paisley Park Records. Este álbum está na lista dos 200 álbuns definitivos no Rock and Roll Hall of Fame.
O álbum é o seguimento de Parade (1986) e é o primeiro álbum de Prince após sua dissolução da The Revolution. As músicas foram gravadas em grande parte durante o período de 1986 a 1987, O projeto tinha como objetivo lançar um álbum triplo, mas Prince acabou comprometido com os executivos da gravadora e reduziu a duração do lançamento para um álbum duplo.
Sign "O" the Times abrange uma grande variedade de estilos, incluindo funk, soul, pop psicodélico, electro e rock. [3] Tal como acontece com muitos dos álbuns de Prince nos anos 80, este álbum apresenta amplo uso da bateria Linn LM-1 na maioria das músicas. Além disso, muitas canções do álbum apresentam instrumentação mínima e o uso do Fairlight CMI, um sampler digital de última geração. Quatro das canções de destaque do álbum, "Housequake", "Strange Relationship", "U Got the Look" e "If I Was Your Girlfriend", oferecem vocais acelerados, ostensivamente a voz de "Camille", alter-ego de Prince, está presente nestas canções. 
Este álbum alcançou o número seis na Billboard 200. Chegou ao top 10 na Áustria, França, Itália, Nova Zelândia, Noruega, Suécia, Reino Unido e alcançou o número um na Suíça. Este álbum é certificado Platina pela Associação da Indústria de Gravação da América (RIAA). [5] Embora não tenha tido tanto sucesso comercial como Purple Rain (1984), Sign o' the Times foi o álbum mais aclamado de Prince ao lado do citado, sendo eleito o melhor álbum de 1987 na pesquisa de opinião da Pazz & Jop e desde que foi classificado como um dos maiores álbuns de todos os tempos por várias publicações.Em 2017, Sign o' Times foi introduzido no Hall of Fame.
| Críticas profissionais                                                      | Críticas profissionais |
| Avaliações da crítica                                                       | Avaliações da crítica  |
| Fonte                                                                       | Avaliação              |
| --------------------------------------------------------------------------- | ---------------------- |
| Allmusic                                                                    | [ 3 ]                  |
| BBC Music                                                                   | (favorável)            |
| Blender                                                                     | [ 5 ]                  |
| Robert Christgau                                                            | (A+)                   |
| Entertainment Weekly                                                        | (A)                    |
| Q                                                                           | [ 8 ]                  |
| Rolling Stone                                                               | [ 9 ]                  |
| Slant Magazine                                                              | [ 10 ]                 |
| Spin                                                                        | (favorável)            |
| Stylus Magazine                                                             | (favorável)            |
| Esta tabela precisa de ser acompanhada por texto em prosa. Consulte o guia. |                        |

## Faixas
Lado A
1. "Sign “☮” the Times" – 4:57
2. "Play in the Sunshine" – 5:05
3. "Housequake" – 4:42
4. "The Ballad of Dorothy Parker" – 4:01

Lado B
1. "It" – 5:09
2. "Starfish and Coffee" (Prince, Susannah Melvoin) – 2:50
3. "Slow Love" (Prince, Carole Davis) – 4:22
4. "Hot Thing" – 5:39
5. "Forever in My Life" – 3:30

Lado C
1. "U Got the Look" – 3:47
2. "If I Was Your Girlfriend" – 5:01
3. "Strange Relationship" – 4:01
4. "I Could Never Take the Place of Your Man" – 6:29

Lado D
1. "The Cross" – 4:48
2. "It's Gonna Be a Beautiful Night" (Prince, Doctor Fink, Eric Leeds) – 9:01
3. "Adore" – 6:30